# آئورلیو گریمالدی
آئورلیو گریمالدی (ایتالیایی: Aurelio Grimaldi؛ زادهٔ ۲۲ نوامبر ۱۹۵۷) یک کارگردان فیلم و فیلم‌نامه‌نویس اهل ایتالیا است. فیلم فاحشه‌ها با کارگردانی او در جشنواره فیلم کن ۱۹۹۴ به نمایش درآمد.
از فیلم‌ها یا مجموعه‌های تلویزیونی که وی در آن‌ها نقش داشته است، می‌توان به گرگینه، تا ابد مری، پسران حاشیه‌نشین و صندوق پستی تینتو براس اشاره نمود.